# 岡本直之
岡本 直之（おかもと なおゆき、1946年12月29日 - ）は、日本の実業家。近畿日本鉄道代表取締役副社長や、三重交通グループホールディングス代表取締役社長、三重交通代表取締役会長、三交不動産代表取締役会長、名阪近鉄バス代表取締役会長、三重県商工会議所連合会会長等を歴任した。

## 人物・経歴
三重県伊賀市出身。1965年三重県立上野高等学校卒業。1970年大阪市立大学商学部卒業。伊藤淳巳ゼミ出身。同年近畿日本鉄道入社。2003年近畿日本鉄道取締役。2005年近畿日本鉄道専務取締役。2007年近畿日本鉄道代表取締役副社長。2010年三重交通グループホールディングス代表取締役社長、三重交通代表取締役会長、三交不動産代表取締役会長、名阪近鉄バス代表取締役会長。2013年津商工会議所会頭。2016年三重交通グループホールディングス代表取締役会長、三重交通取締役、三交不動産取締役、名阪近鉄バス取締役、三重県商工会議所連合会会長。2018年有恒会会長。